# Royal Pains
Royal Pains ou Traitement royal au Québec (Royal Pains) est une série télévisée américaine en 104 épisodes de 42 minutes créée par Andrew Lenchewski et John P. Rogers et diffusée entre le 4 juin 2009 et le 6 juillet 2016 sur USA Network. Au Canada, la première saison a été diffusée à partir du 14 juin 2009 sur Citytv, puis les saisons subséquentes à partir du 31 août 2011 sur Showcase.
En France, la série est diffusée depuis le 18 juillet 2010 sur Canal+, à partir du 3 octobre 2013 sur Chérie 25 (saisons 1 et 2) et depuis le 16 mars 2014 sur NRJ 12 (saisons 1 et 2)[réf. nécessaire]. Au Québec, depuis le 26 août 2010 sur AddikTV, et en Belgique depuis le 15 janvier 2012 sur La Deux.

## Synopsis
Hank Lawson est un jeune docteur à qui tout sourit : sa carrière est florissante, sa petite amie est magnifique et son appartement new-yorkais est fastueux… Toutefois après avoir pris une décision difficile aux urgences, il perd tout. Quelques mois plus tard, un Hank devenu célibataire est sur la liste noire de tous les hôpitaux. Il se rend dans les Hamptons avec son frère pour changer d'air. Lors d’une soirée, il sauve la vie d’une des invités. Après cette intervention, sa carrière reprend soudainement, mais pas vraiment comme il s’y attendait. Le voilà devenu l’accessoire de tous les riches et célèbres habitants des Hamptons, qui n’ont besoin que d’un seul coup de fil pour le voir venir.

## Distribution

### Acteurs principaux
- Mark Feuerstein (VF : Denis Laustriat) : Henry « Hank » Lawson
- Paulo Costanzo (VF : Thomas Roditi) : Evan R. Lawson
- Reshma Shetty (VF : Céline Melloul) : Divya Katdare
- Jill Flint (VF : Charlotte Marin) : Jill Casey (saisons 1 à 4, invité dans la saison 8 épisodes 4 et 8)
- Campbell Scott (VF : Bernard Bollet) : Boris Kuester von Jurgens-Ratenicz (récurrent saison 1-3; régulier saison 4-5; principal depuis la saison 6)
- Brooke D'Orsay (VF : Cécile Musitelli) : Paige Collins (récurrente saisons 2 et 3, principale depuis saison 4)
- Ben Shenkman (VF : Lionel Tua) : Dr Jeremiah Sacani (récurrent saison 4, principal depuis saison 5)

### Acteurs secondaires
- Henry Winkler (VF : Michel Mella) : Eddie R. Lawson (depuis la saison 2)
- Anastasia Griffith (VF : Laurence Sacquet) : Dr Emily Peck (saison 2)
- Tom Cavanagh (VF : Serge Faliu) : Jack O'Malley (saisons 2 et 3)
- Kyle Howard (en) (VF : Laurent Morteau) : Dr Paul Van Dyke (saison 3 et 4)
- Dieter Riesle (VF : Jochen Haegele) : Dieter
- Paola Turbay (VF : Brigitte Virtudes) : Dr Marissa Caseras
- Rupak Ginn (VF : Sylvain Agaësse) : Raj (saison 1 à 3, invité saison 7 et 8)
- Frances Conroy (VF : Anne Rochant) : Blythe Ballard (saison 5)
- Willa Fitzgerald : Emma Miller, fille d'Eddie (saison 6)

 Version française
- Société de doublage : Audi'Art[6],[7]
- Direction artistique : Patricia Angot[7]
- Adaptation des dialogues : Nevem Alokpah, François Bercovici, Gilles Coiffard, Loïc Espinoza, Armelle Guérin, Claire Impens, Marianne Rabineau et Stéphane Salvetti[7]

 Source et légende : version française (VF) sur RS Doublage et Doublage Séries Database

## Épisodes

### Première saison (2009)
1. Bienvenue dans les Hamptons (Pilot) 75 minutes
2. Une danseuse à tomber (There Will Be Food)
3. Le Fils du sénateur (Strategic Planning)
4. Tuberculeux or not tuberculeux (TB or Not TB)
5. L'Île des Grant (No Man is an Island)
6. Ouaf Mitzvah (If I Were a Sick Man)
7. Jalousie maladive (Crazy Love)
8. La Lune de miel est terminée (The Honeymoon's Over)
9. À cheval sur les principes (It's Like Jamais Vu All Over Again)
10. Désyntox (Am I Blue?)
11. Panique en haute mer (Nobody's Perfect)
12. Mariage et désenvoûtement (Wonderland)

### Deuxième saison (2010-2011)
Le 29 juillet 2009, la série est renouvelée pour une deuxième saison de 18 épisodes diffusée à partir du 3 juin 2010, a pris une pause automnale après douze épisodes pour revenir le 20 janvier 2011 avec les six épisodes restants.
1. Au nom du père (Spasticity)
2. Amour, sexe et diagnostic (Lovesick)
3. L'Éboueur de la mort (Keeping the Faith)
4. Aventures cubaines (1re partie) (Medusa)
5. Aventures cubaines (2e partie) (Mano a Mano)
6. Boire et déboires (In Vino Veritas)
7. Lawson contre Peck (Comfort's Overrated)
8. La Surprise de Hank (The Hankover)
9. Couples ennemis (Frenemies)
10. Faites vos jeux ! (Whole Lotto Love)
11. Docteur pour docteurs (Big Whoops)
12. Double jeu (Open Up Your Yenta Mouth And Say Ah)
13. La Seconde chance (Mulligan)
14. En direct des Hamptons (Pit Shop)
15. Des parasites dans la musique (A History of Violins)
16. Avis de tempête (Astraphobia)
17. Destins croisés (Fight or Flight)
18. Un tango nommé destin (Listen to the Music)

### Troisième saison (2011-2012)
Le 27 septembre 2010, la série est renouvelée pour une troisième saison de seize épisodes diffusée à partir du 29 juin 2011, a pris une pause automnale après dix épisodes pour revenir le 18 janvier 2012 avec les six épisodes restants.
1. Le Héros (Traffic)
2. Rivalités (But There's a Catch)
3. À fleur de peau (Rash Talk)
4. Retrouvailles (The Shaw Hank Redemption)
5. Un grand-père nommé Ted (A Man Called Grandpa)
6. Deux mères pour le prix d'une (An Apple a Day)
7. La Magie du direct (Ta Da For)
8. Course contre la montre (Run, Hank, Run)
9. Affaires de cœurs (Me First)
10. Surmenage (A Little Art, A Little Science)
11. L'Adieu aux Barnes (A Farewell to Barnes)
12. Cochons, puces et rock'n'roll (Some Pig)
13. En un tour de rein (My Back to the Future)
14. Le Spectacle continue (Bottoms Up)
15. Le Grand large (Hank and the Deep Blue Sea)
16. En hommage à Jack (This One's for Jack)

### Quatrième saison (2012)
Le 15 septembre 2011, la série a été renouvelée pour une quatrième saison de seize épisodes dont la diffusion a débuté le 6 juin 2012. Les deux derniers épisodes ont été diffusés le 16 décembre 2012.
1. Un nouveau départ (After the Fireworks)
2. Orage dans l'air (Imperfect Storm)
3. Divya mène la danse (A Guesthouse Divided)
4. Le Retour d'Eddie (Dawn of the Med)
5. À cœur perdu (You Give Love a Bad Name)
6. Des visages et des hommes (About Face)
7. Nouvelles expériences (Fools Russian)
8. Le Meilleur ami de l'homme (Manimal)
9. Mélange des genres (Business and Pleasure)
10. Pères et impairs (Who's Your Daddy?)
11. Danse avec le diable (Dancing With the Devil)
12. Famille je vous hais ! (Hurts Like a Mother)
13. Sommeil, mensonges et autres contrariétés (Something Fishy This Way Comes)
14. Médecin de plage (Sand Legs)
15. Mariage (Off-Season Greetings (Part 1))
16. Mariage (Off-Season Greetings (Part 2))

### Cinquième saison (2013)
Le 25 septembre 2012, la série a été renouvelée pour 26 épisodes qui sont diffusés sur deux saisons dont treize pour la cinquième saison diffusée depuis le 12 juin 2013.
1. Reprise (HankWatch)
2. Frères ennemis (Blythe Spirits)
3. Le Cousin hongrois (Lawson Translation)
4. La Nouvelle de Divya (Pregnant Paws)
5. Une musique dans la tête (Vertigo)
6. Un ver peut en cacher un autre (Can of Worms)
7. Négociation (Chock Full O' Nuts)
8. Le Cousin Milos (Hammertime)
9. Des cactus dans les Hamptons (Pins and Needles)
10. Voyage en Italie (Game of Phones)
11. Eddy à la rescousse (The Party's Over)
12. Votez Hankmed ! (A Trismus Story)
13. Enchères et en os (Bones to Pick)

### Sixième saison (2014)
La sixième saison est diffusée depuis le 10 juin 2014.
1. Écran de fumée (Smoke and Mirrors)
2. La famille s'agrandit (All in the Family)
3. Un mensonge peut en cacher un autre (A Bridge Not Quite Far Enough)
4. Faux-semblants (Steaks on a Plane)
5. Pour la bonne cause (Goodwill Stunting)
6. Tout le monde aime Ray, mec (Everybody Loves Ray, Man)
7. Retour à l'adolescence (Electric Youth)
8. À toute vitesse (I Did Not See That Coming)
9. Inauguration (Oh, M.G.)
10. Tango à quatre (Good Air/Bad Air)
11. Hanklab sur le grill (Hankmed on the Half Shell)
12. Evan et Paige mènent l'enquête (A Bigger Boat)
13. Dénouement (Ganging Up)

### Septième saison (2015)
Le 5 novembre 2014, la série a été renouvelée pour une septième et huitième saison de huit épisodes chacune. La septième saison est diffusée depuis le 2 juin 2015.
1. Rebondir (Rebound)
2. Seconde chance (False Start)
3. Acteur ou Docteur (Playing Doctor)
4. Erreur de jugement (The Prince of Nucleotides)
5. La Voix qui porte (Voices Carry)
6. Un secret bien gardé (Secret Asian Man)
7. Réincarnation (Lama Trauma)
8. Une épaule pour pleurer (Lending a Shoulder)

### Huitième saison (2016)
Cette dernière saison est diffusée depuis le 18 mai 2016.
1. Eddie l'imprévisible (Stranger Danger)
2. Des problèmes en cascade (Palpating the Orbital Rim)
3. Nuits de Chine (Fly Me to Kowloon)
4. Retour d'Afrique (Doubt of Africa)
5. Bouleversements (Saab Story)
6. Nostalgie (Home Sick)
7. Bonne nouvelle, tout ira bien (The Good News Is…)
8. Nouveaux départs (Uninterrupted)